# Calycomyza frickiana
Calycomyza frickiana este o specie de muște din genul Calycomyza, familia Agromyzidae, descrisă de Spencer în anul 1986. Conform Catalogue of Life specia Calycomyza frickiana nu are subspecii cunoscute.